# سواد رسانه‌ای

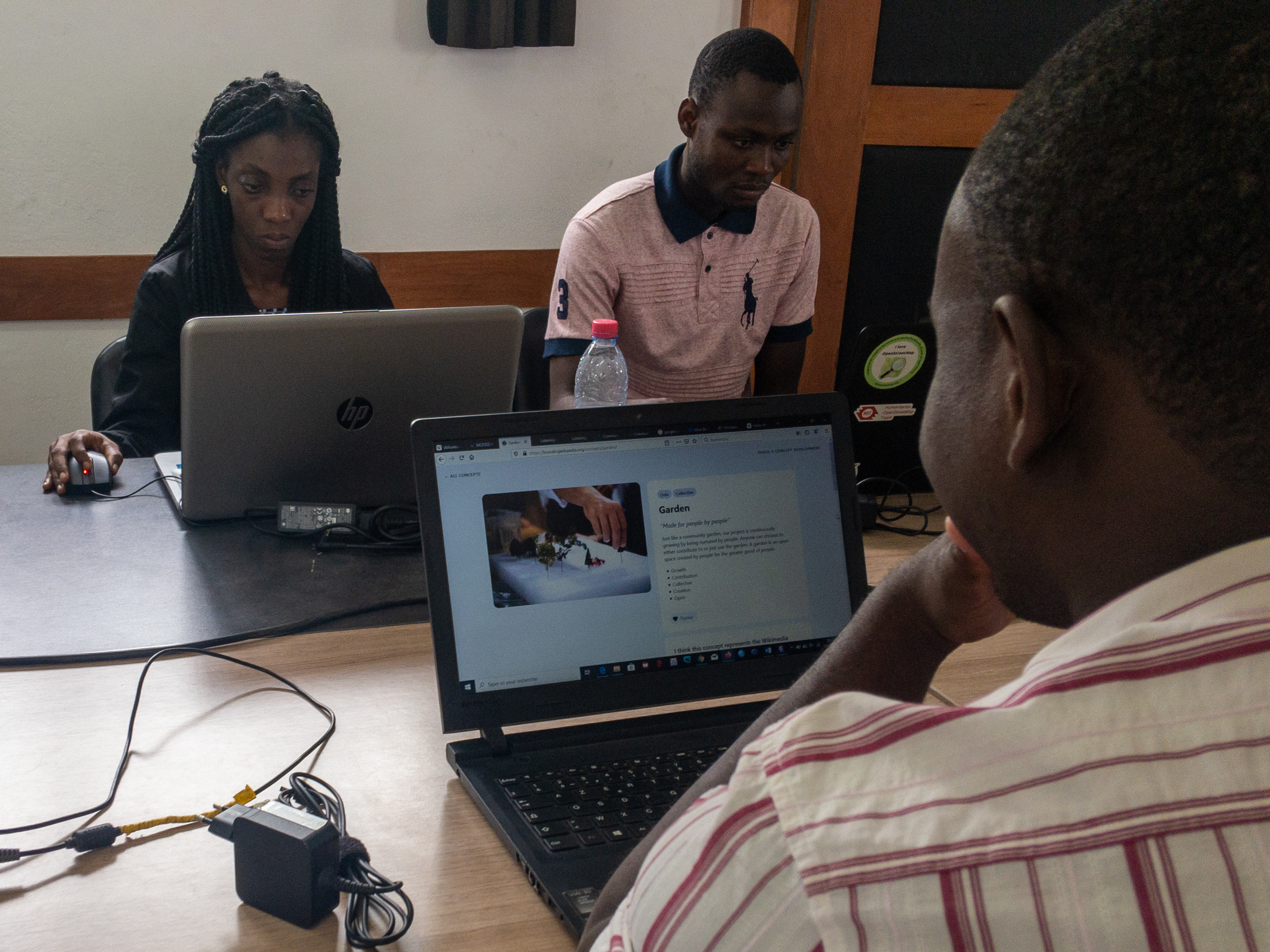
رسانه، مهم‌ترین منبع اثرگذار در مسائل سیاسی کشورها و تابع میزانی متفاوت از نظارت است.» داشتن ّ اطلاعات قدرت است»

سواد رسانه‌ای به توانایی و قدرت دسترسی، تحلیل، ارزیابی و انتقال اطلاعات و پیام‌های رسانه‌ای که می‌توان در چارچوب‌های مختلف چاپی و غیر چاپی عرضه نمود گفته می‌شود.سواد رسانه یکی از سوادهای دوازده‌گانه است که لزوم یادگیری آن توسط یونسکو و سایر نهادهای بین‌المللی و ملی مسئول در زمینه آموزش توصیه شده‌است.
سواد رسانه‌ای مجموعه چشم‌اندازهایی است که فرد برای استفاده از محتوا و پیام‌های رسانه‌ای به کار می‌گیرد. سواد رسانه‌ای یکی از انواع سوادهاست که بیشتر با سوادهای دیداری، تحلیلی و اینترنتی در ارتباط است. با ایجاد و گسترش رسانه‌های سمعی و بصری، این مفهوم به وجود آمد و با گسترش شبکه‌های اجتماعی، دارای مفاهیم و ابعاد گسترده‌تر و پیچیده‌تری شد.
سواد رسانه‌ای یک نوع درک متکی بر مهارت است که می‌توان بر اساس آن انواع رسانه‌ها را از یکدیگر تمیز داد، انواع تولیدات رسانه‌ای را از یک‌دیگر تفکیک و شناسایی کرد. همچنین سواد رسانه‌ای آمیزه‌ای از تکنیک‌های بهره‌وری مؤثر از رسانه‌ها و کسب بینش و درک برای تشخیص رسانه‌ها از یک‌دیگر است.
سواد رسانه‌ای علاوه بر توانایی خواندن و نوشتن، به دنبال ایجاد توانمندی تحلیلی و ارزشیابی پیام‌ها و ایجاد قدرت تولید، انتشار، اشاعه و انتقال اطلاعات به دیگران در قالب‌های مختلف است. در واقع، سواد رسانه‌ای در رسانه‌های جمعی می‌تواند همانند اشکال گوناگون زبان دیداری و نوشتاری مورد استفاده قرار بگیرد؛ به گونه‌ای که رسانه‌های جمعی با تولید نشانه‌های گسترده شنیداری و دیداری می‌توانند در توانایی تحلیلی و ارزشیابی پیام‌ها و انتقال اطلاعات مربوط به حفظ مخاطبان رسانه‌ای خود، کمک شایانی کنند.برخی مطالعات نشان داده‌است دختران در فضای مجازی در معرض صدمات بیشتری هستند و سواد رسانه‌ای می‌تواند از تاب آوری و سلامت دختران حمایت کند.
توانایی دسترسی، تحلیل، ارزیابی و خلق پیام در شکل‌های گوناگون (چاپی، صوتی، فیلم/ویدیویی، اینترنتی، …) بر پایهٔ درک آگاهانه و انتقادی از ماهیت رسانه‌های جمعی، فنونی که از سوی تولیدکنندگان رسانه مورد استفاده قرار می‌گیرد و تأثیر این فنون بر فرد و جامعه. سواد رسانه‌ای به مثابه یک حوزه بین‌رشته‌ای، به واکنش لازم به محیط ارتباط الکترونیکی پیچیده، فراگیر و دائم‌التغییر سده ۲۱ تبدیل شده‌است.
هم چنین واژه‌هایی هم چون سوادمند رسانه‌ای ایجاد شده‌اند و بر این باور هستند که سوادمند، به شخصی گفته می‌شود که چند سواد را به صورت هم‌زمان دارد.

## آموزش سواد رسانه‌ای
آموزش سواد رسانه‌ای غالباً از یک الگوی آموزشی مبتنی بر پرس‌وجو استفاده می‌کند که افراد را ترغیب می‌کند در مورد آنچه تماشا می‌کنند، می‌شنوند و می‌خوانند سؤال کنند. آموزش سواد رسانه‌ای ابزاری برای کمک به افراد در تجزیه و تحلیل انتقادی پیام‌ها، فرصت‌هایی را برای زبان‌آموزان فراهم می‌کند تا تجربه خود را از رسانه گسترش دهند و به آن‌ها در توسعه مهارت‌های خلاقانه در ساخت پیام‌های رسانه‌ای خود کمک می‌کند. تحلیل‌های انتقادی می‌تواند شامل شناسایی نویسنده، هدف و نقطه نظر، بررسی تکنیک‌های ساختمانی و ژانرها، بررسی الگوهای نمایندگی رسانه‌ها و کشف تبلیغات، سانسور و تعصب در برنامه‌های خبری و روابط عمومی (و دلایل این موارد) باشد. آموزش سواد رسانه‌ای ممکن است چگونگی تأثیرگذاری ویژگی‌های ساختاری - مانند مالکیت رسانه‌ها یا مدل تأمین اعتبار آن - بر اطلاعات ارائه شده را کشف کند.
آموزش سواد رسانه ای ابزار قدرتمندی در تقویت تاب آوری رسانه ای است.
توسعه سواد رسانه ای یک فرآیند بلندمدت است که نیازمند رویکردی سیستمی است. بتدریج و البته با آموزشهای مستمر سواد رسانه ای به بخشی جدایی ناپذیر از جوامع دموکراتیک تبدیل می شود.
همان‌طور که توسط اصول اصلی آموزش سواد رسانه تعریف شده‌است، «هدف از آموزش سواد رسانه‌ای، کمک به افراد در هر سنی است که عادات سؤال و مهارت‌های بیان را توسعه دهند که آن‌ها نیازمند به متفکران انتقادی، ارتباطات مؤثر و شهروندان فعال در دنیای امروزی هستند.»
لازم است در فرایند دریافت محتوای رسانه ای برنامه داشته باشیم دنبال کردن خبر حوادث حتی اگر مستقیم به ما مربوط نباشد، ما را متأثر می‌کند و البته در یک محیط خانوادگی کودکان هم همپای بزرگ‌ترها در معرض آن قرار می‌گیرند.
در آمریکای شمالی و اروپا سواد رسانه‌ای هم چشم‌انداز توانمندسازی و هم حمایت را شامل می‌شود. افراد با سواد رسانه‌ای باید بتوانند به صورت ماهرانه پیام‌های رسانه‌ای را ایجاد کرده و تولید کنند، هم برای نشان دادن درک خصوصیات خاص هر رسانه و هم برای ایجاد رسانه و مشارکت به عنوان شهروندان فعال. سواد رسانه‌ای می‌تواند به عنوان مفهومی برای گسترش سواد، درمان رسانه‌های جمعی، فرهنگ عامه و رسانه‌های دیجیتال به عنوان انواع جدیدی از «متون» که نیاز به تجزیه و تحلیل و ارزیابی دارند، دیده شود. با تبدیل فرایند مصرف رسانه‌ها به یک فرایند فعال و حساس، مردم آگاهی بیشتری از پتانسیل سوء تفکر و دستکاری و آگاهی بیشتر کسب می‌کنند و نقش رسانه‌های جمعی و رسانه‌های مشارکتی را در ساختن دیدگاه‌های واقعیت درک می‌کنند. آموزش سواد رسانه‌ای گاهی به عنوان روشی برای پرداختن به ابعاد منفی رسانه‌ها، از جمله دستکاری رسانه‌ها، اطلاعات غلط، کلیشه‌های جنسیتی و نژادی، جنسی کردن کودکان و نگرانی در مورد از بین رفتن حریم شخصی، حمله سایبری و شکارچیان اینترنت مفهوم‌سازی می‌شود. با ایجاد دانش و شایستگی در استفاده از رسانه و فناوری، آموزش سواد رسانه‌ای می‌تواند با کمک به آن‌ها در انتخاب مناسب در عادات مصرف رسانه و الگوهای استفاده، نوعی محافظت از کودکان و جوانان را فراهم کند.
طرفداران آموزش سواد رسانه‌ای معتقدند که ورود سواد رسانه‌ای به برنامه درسی مدارس، موجب تعامل مدنی و افزایش آگاهی از ساختارهای قدرت ذاتی در رسانه‌های عمومی می‌شود و دانش‌آموزان را در به دست آوردن مهارت‌های لازم و انتقادی یاری می‌کند.. یک تحقیق در حال رشد با تمرکز بر تأثیر سواد رسانه‌ای بر جوانان آغاز شده‌است. در یک متاآنالیز مهم بیش از ۵۰ مطالعه که در مجله ارتباطات منتشر شده‌است، مداخلات سواد رسانه‌ای تأثیرات مثبتی بر دانش، انتقاد، واقع‌گرایی درک‌شده، تأثیر، باورهای رفتاری، نگرش‌ها، خودکارآمدی و رفتار دارد.

### رویکردهای نظری برای آموزش سواد رسانه‌ای
دانشمندان زیادی چارچوب‌های نظری را برای سواد رسانه‌ای پیشنهاد داده‌اند. رنه هابز سه فریم را برای معرفی سواد رسانه‌ای به زبان‌آموزان مشخص می‌کند: نویسندگان و مخاطبان (AA)، پیام‌ها و معانی (MM) و بازنمایی و واقعیت (RR). وی در سنتز ادبیات از سواد رسانه‌ای، سواد اطلاعاتی، سواد بصری و سواد جدید، این ایده‌های اصلی را شناسایی می‌کند که زمینه نظری برای سواد رسانه‌ای را تشکیل می‌دهد.
دیوید باکینگهام چهار مفهوم اساسی را ارائه داده‌است که «یک چارچوب نظری را ارائه می‌دهد که می‌تواند برای کل رسانه‌های معاصر و همچنین برای رسانه‌های» قدیمی «نیز استفاده شود: تولید، زبان، بازنمایی و مخاطب.» هنری جنکینز با تشریح مفاهیم ارائه شده توسط دیوید باکینگهام، ظهور یک فرهنگ مشارکتی را مورد بحث قرار می‌دهد و بر اهمیت «سواد رسانه‌های جدید» تأکید می‌کند - مجموعه‌ای از شایستگی‌های فرهنگی و مهارت‌های اجتماعی که جوانان در چشم‌انداز رسانه جدید به آن نیاز دارند.
داگلاس کلنر و جف سهم چهار رویکرد متفاوت در زمینه آموزش رسانه را طبقه‌بندی کرده‌اند: رویکرد حمایت‌گرایی، آموزش هنر رسانه‌ای، جنبش سواد رسانه‌ای و سواد انتقادی رسانه‌ای. رویکرد حمایت‌گرایانه مخاطبان رسانه‌های جمعی را در معرض نفوذ فرهنگی، عقیدتی یا اخلاقی قرار می‌دهد و به وسیله آموزش نیاز به حمایت دارد. رویکرد آموزش هنر رسانه‌ای بر تولید خلاقانه اشکال مختلف رسانه‌ای توسط زبان‌آموزان متمرکز است. نهضت سواد رسانه‌ای تلاشی است برای تحقق بخشیدن به جنبه‌های سنتی سوادآموزی از حوزه آموزشی و استفاده از آن در رسانه. سواد رسانه‌ای انتقادی با هدف تجزیه و تحلیل و درک ساختارهای قدرت که بازنمایی رسانه‌ها را شکل می‌دهد و شیوه‌هایی که مخاطبان برای ایجاد معنا از طریق قرائت‌های غالب، مخالف و مذاکره شده از رسانه تلاش می‌کنند، هستند.

## تاریخچه و برنامه بین‌المللی
آموزش سواد رسانه‌ای، به‌طور فعال بر روی روش‌های آموزشی و آموزش سوادآموزی رسانه‌ها متمرکز است و چارچوب‌های نظری و انتقادی ناشی از نظریه یادگیری سازنده، مطالعات رسانه‌ای و بورسیه تحصیلات فرهنگی را در بر می‌گیرد. این اثر، ناشی از میراث استفاده از رسانه و فناوری در آموزش و پرورش در طول قرن بیستم و ظهور کار متقابل انضباطی در تقاطع مطالعات رسانه و آموزش است. صدای سواد رسانه‌ای، یک پروژه از طریق مرکز سواد رسانه‌ای با حمایت تسا جولز، شامل مصاحبه‌های اول شخص با ۲۰ پیشگام سواد رسانه‌ای است که قبل از دهه ۱۹۹۰ در کشورهای انگلیسی زبان فعال بودند. این پروژه زمینه‌های رشد سواد رسانه‌ای از افرادی که به تأثیرگذاری در این زمینه کمک کرده‌اند، زمینه‌های تاریخی را فراهم می‌کند.
در سال ۲۰۰۱، یک بررسی رسانه‌ای توسط یونسکو تحقیق کرد که کدام کشورها مطالعات رسانه‌ای را در برنامه‌های درسی مدارس مختلف و همچنین برای کمک به توسعه ابتکارات جدید در زمینه آموزش رسانه‌ها قرار می‌دهند. پرسشنامه‌ای به تعداد ۷۲ نفر از متخصصان آموزش رسانه در ۵۲ کشور مختلف جهان ارسال شد. این پرسشنامه به سه بخش اصلی پرداخته‌است:
1. «آموزش رسانه در مدارس: میزان، اهداف و مبنای مفهومی تأمین فعلی؛ ماهیت ارزیابی و نقش تولید توسط دانش آموزان.»
2. «مشارکتها: مشارکت صنایع رسانه‌ای و تنظیم کننده رسانه در آموزش رسانه؛ نقش گروه‌های غیررسمی جوانان؛ فراهم کردن آموزش معلمان.»
3. «توسعه آموزش رسانه ای: تحقیق و ارزیابی از ارائه آموزش رسانه‌ای؛ نیازهای اصلی مربیان؛ موانع توسعه آینده و سهم بالقوه یونسکو.»

نتایج این نظرسنجی نشان می‌دهد که آموزش رسانه‌ها پیشرفت بسیار ناهمواری داشته‌اند. در کشورهایی که آموزش رسانه وجود داشته‌است، آن را به عنوان یک انتخاب برگزیده ارائه می‌دهند و بسیاری از کشورها معتقد بودند که آموزش رسانه نباید یک بخش جداگانه از برنامه درسی باشد بلکه باید در زمینه‌های موضوعی موجود ادغام شود. با این حال، پاسخ‌دهندگان در سراسر مرزها همگی متوجه اهمیت آموزش رسانه‌ها و همچنین نیاز به شناخت رسمی از دولت و سیاست‌گذارانشان بودند.

### آمریکای شمالی
در آمریکای شمالی، آغاز یک رویکرد رسمی به سواد رسانه‌ای به عنوان یک موضوع آموزش اغلب به تشکیل ۱۹۷۸ انجمن انجمن سواد رسانه‌ای مستقر در انتاریو (AML) منتسب می‌شود. قبل از آن زمان، آموزش در آموزش رسانه‌ها معمولاً مورد توجه معلمان و دست‌اندرکاران قرار می‌گرفت. کانادا اولین کشوری در آمریکای شمالی بود که در برنامه درسی مدارس به سواد رسانه‌ای نیاز داشت. هر استان در برنامه درسی خود آموزش رسانه‌ای را اجباری کرده‌است. به عنوان مثال، برنامه درسی جدید کبک سواد رسانه‌ای را از درجه ۱ تا سال آخر دوره متوسطه (دوره متوسطه V) الزامی می‌کند. راه‌اندازی آموزش رسانه‌ای در کانادا به دو دلیل اتفاق افتاد. یکی از دلایل نگرانی از فراگیر شدن فرهنگ عامه مردم آمریکا و دیگری ضرورت زمینه‌سازی برای سیستم‌های آموزشی برای الگوی جدید آموزشی بود. مارشال مک لوهان، محقق ارتباطات کانادایی، جنبش آموزشی آمریکای شمالی را برای سواد رسانه‌ای در دهه‌های ۵۰ و ۱۹۶۰ نادیده گرفت. دو تن از رهبران کانادا در سواد رسانه‌ای و آموزش رسانه‌ای Barry Duncan و John Pungente هستند. دانکن در ۶ ژوئن ۲۰۱۲ درگذشت. حتی پس از این‌که از تدریس در کلاس بازنشسته شد، باری هنوز هم در آموزش رسانه فعال بود. Pungente یک کشیش Jesuit است که سواد رسانه‌ای را از اوایل دهه ۱۹۶۰ ارتقا داده‌است.
آموزش سواد رسانه‌ای از اوایل قرن بیستم میلادی مورد توجه ایالات متحده بوده‌است، هنگامی که معلمان انگلیسی دبیرستان برای اولین بار شروع به استفاده از فیلم برای توسعه مهارت‌های تفکر انتقادی و ارتباطی دانش آموزان کردند. با این حال، آموزش سواد رسانه‌ای صرفاً با استفاده از رسانه و فناوری در کلاس متمایز است، تمایزی که با تفاوت «آموزش با رسانه» و «آموزش در مورد رسانه» نشان داده می‌شود. در دهه ۵۰ و ۶۰، رویکرد «دستور زبان فیلم» به آموزش سواد رسانه‌ای در ایالات متحده توسعه یافت. از آنجا که مربیان شروع به نمایش فیلم‌های تجاری به کودکان کردند، آن‌ها باید یک اصطلاح جدید را شامل کلماتی مانند: محو شدن، حل شدن، کامیون، تابه، بزرگ‌نمایی و برش یاد بگیرند. فیلم‌ها به ادبیات و تاریخ وصل شدند. برای درک ماهیت ساختاری فیلم، دانشجویان به کاوش در طرح، شخصیت، روحیه و لحن پرداختند. سپس، در دهه ۱۹۷۰ و ۱۹۸۰، نگرش در مورد رسانه‌های جمعی و فرهنگ جمعی شروع به تغییر در جهان انگلیسی‌زبان کرد. آموزگاران شروع به درک نیاز به «محافظت در برابر تعصب ما از تفکر چاپ به عنوان تنها رسانه واقعی که معلم انگلیسی در آن سهیم است». یک نسل از مربیان نه تنها فیلم و تلویزیون را به عنوان اشکال جدید و مشروعیت بیان و ارتباطات تصدیق کردند، بلکه راه‌های عملی برای ترویج تحقیق و تحلیل جدی- در آموزش عالی، خانواده، مدارس و جامعه را نیز مورد بررسی قرار دادند. در سال ۱۹۷۶، پروژه سانسورشده با استفاده از یک مدل یادگیری خدمات برای پرورش مهارت‌های سواد رسانه‌ای در بین دانشجویان و اساتید در آموزش عالی شروع به کار کرد.
آموزش سواد رسانه‌ای در اوایل دهه ۱۹۹۰ در چارچوب‌های برنامه درسی آموزش انگلیسی زبان انگلیسی ظاهر شد، در نتیجه افزایش آگاهی در مورد نقش اصلی رسانه در متن فرهنگ معاصر. تقریباً در هر ۵۰ ایالت زبان وجود دارد که از سواد رسانه‌ای در چارچوب‌های برنامه درسی دولتی پشتیبانی می‌کند. علاوه بر این، تعداد فزاینده‌ای از ولسوالی‌های مدارس شروع به توسعه برنامه‌هایی در سطح مدرسه، دوره‌های انتخابی و سایر فرصت‌های بعد از مدرسه برای تحلیل و تولید رسانه می‌کنند. با این حال، هیچ داده ملی در مورد میزان دستیابی به برنامه‌های سواد رسانه‌ای در ایالات متحده آمریکا وجود ندارد.
بورس تحصیلی میان رشته‌ای در آموزش سواد رسانه‌ای ظهور می‌یابد. در سال ۲۰۰۹، یک ژورنال علمی به نام «ژورنال آموزش سواد رسانه‌ای» برای حمایت از کار دانشمندان و دست‌اندرکاران این حوزه راه‌اندازی شد. دانشگاه‌هایی مانند دانشگاه ایالتی آپالاچیان، دانشگاه کلمبیا، کالج ایتاکا، دانشگاه نیویورک، دانشگاه بروکلین شهر، دانشگاه نیویورک، دانشگاه تگزاس-آستین، دانشگاه رود آیلند و دانشگاه مریلند دوره‌ها و موسسات تابستانی ارائه می‌دهند. در سواد رسانه‌ای برای معلمان پیش‌خدمت و دانشجویان فارغ‌التحصیل. دانشگاه بریگام یانگ یک برنامه فارغ‌التحصیل در آموزش رسانه را به‌طور خاص برای معلمان ضمن خدمت ارائه می‌دهد. از سال ۲۰۱۱، دانشکده تحصیلات تکمیلی دانشگاه کالیفرنیا، لس آنجلس (UCLA)، برنامه آموزش معلمان همه معلمان جدید را ملزم به گذراندن دوره ۴ واحدی در زمینه سواد رسانه انتقادی کرده‌است.

### اروپا
انگلستان به‌طور گسترده‌ای به عنوان رهبر توسعه آموزش سواد رسانه‌ای مورد توجه قرار می‌گیرد. آژانس‌های کلیدی که در این پیشرفت نقش داشته‌اند، عبارت‌اند از: انستیتوی فیلم بریتانیا، آموزش فیلم مرکز انگلیسی و رسانه، مرکز مطالعات کودکان، جوانان و رسانه‌ها در انستیتوی آموزش، لندن، و مرکز DARE (آموزش تحقیقات هنری دیجیتال)، همکاری بین دانشگاه کالج لندن و مؤسسه فیلم بریتانیا. ارتقاء سواد رسانه‌ای نیز به عنوان یک سیاست دولت انگلستان تحت عنوان New Labor تبدیل شد و در قانون ارتباطات ۲۰۰۳ به عنوان مسئولیت تنظیم‌کننده جدید رسانه‌ها، Ofcom، درج شد. با این حال، پس از وقوع فعالیت اولیه، کار Ofcom در این زمینه به تدریج در دامنه کاهش یافت و از طرف دولت ائتلاف به بعد، ارتقاء سواد رسانه‌ای به یک موضوع تحقیقات در بازار کاهش یافت - آنچه والس و باکینگهام آن را توصیف کرده‌اند؛ سیاست ارواح.
در اسکاندیناوی، آموزش رسانه‌ها در برنامه درسی ابتدایی فنلاند در سال ۱۹۷۰ و در دبیرستان‌ها در سال ۱۹۷۷ وارد شد. مفاهیم ابداع شده در Lycée franco-finlandais d'Helsinki در سال ۲۰۱۶ در سطح ملی استاندارد شد. آموزش رسانه‌ای در سوئد از سال ۱۹۸۰و از سال ۱۹۷۰ در دانمارک اجباری بوده‌است.
فرانسه فیلم را از بدو ورود به رسانه آموخته‌است، اما اخیراً کنفرانس‌ها و دوره‌های رسانه‌ای برای معلمان با درج تولید رسانه برگزار شده‌است.
آلمان نشریات نظری در مورد سواد رسانه‌ای را در دهه ۱۹۷۰ و ۱۹۸۰ مشاهده کرد، با افزایش علاقه به آموزش رسانه در داخل و خارج از سیستم آموزشی در دهه ۸۰ و ۹۰.
در هلند سواد رسانه‌ای در سال ۲۰۰۶ توسط دولت هلند به عنوان موضوعی مهم برای جامعه هلند در دستور کار قرار گرفت. در آوریل ۲۰۰۸، یک مرکز رسمی (mediawijsheid ekspertisecentrum = خبره وساطت بین‌المللی) توسط دولت هلند ایجاد شده‌است. این مرکز یک سازمان شبکه است که متشکل از ذی‌نفعان مختلف با تخصص در این زمینه است.
در روسیه، تاریخ آموزش رسانه‌ها به دهه ۱۹۲۰ بازمی‌گردد، اما این نخستین تلاش‌ها توسط جوزف استالین متوقف شد. دهه ۱۹۷۰–۱۹۹۰ اولین برنامه‌های رسمی آموزش فیلم و رسانه را به وجود آورد، افزایش علاقه به مطالعات دکتری با محوریت آموزش رسانه و همچنین کارهای نظری و تجربی در زمینه آموزش رسانه توسط O.Baranov (Tver) , S.Penzin (Voronezh) , G.Polichko , U.Rabinovich (Kurgan), Y.Usov (Moscow), Alexander Alexander (Taganrog), A.Sharikov (مسکو) و دیگران. تحولات اخیر در زمینه آموزش رسانه‌ای در روسیه عبارت‌اند از ثبت‌نام تخصصی ۲۰۰۲ «آموزش رسانه» (شماره ۰۳٫۱۳٫۳۰) ویژه دانشگاه‌های آموزشی و راه‌اندازی سال ۲۰۰۵ مجله علمی آموزشی رسانه که تا حدی توسط ICOS یونسکو حمایت می‌شود. برای همه'.
مونته‌نگرو به معدود کشورهایی در جهان تبدیل شد که آموزش رسانه را در برنامه‌های درسی خود وارد کرده‌است، هنگامی که در سال ۲۰۰۹ «سواد رسانه‌ای» به عنوان یک موضوع اختیاری برای دانش آموزان ۱۶ و ۱۷ ساله دبیرستان‌های بدنسازی معرفی شد.
در اوکراین، آموزش رسانه‌ای در مرحله دوم توسعه و استانداردسازی است. مراکز اصلی آموزش رسانه شامل دانشگاه ایوان فرانکو Lviv (به رهبری بوریس پوتاتینینک)، انستیتوی آموزش عالی آکادمی ملی علوم پداگوژیکی اوکراین (هانا اونکوویچ)، انستیتوی روان‌شناسی اجتماعی و سیاسی آکادمی ملی علوم تربیتی است. اوکراین (Lyubov Naidyonova).

### آسیا
آموزش سواد رسانه‌ای در مقایسه با ایالات متحده یا کشورهای غربی هنوز در آسیا گسترده یا پیشرفته نیست. با شروع از دهه ۱۹۹۰، تغییر در جهت سواد رسانه‌ای در شرق آسیا رخ داده‌است. در سال‌های اخیر، آموزش سواد رسانه‌ای در آسیا رو به رشد است و چندین برنامه در سراسر کشور در سراسر منطقه اقیانوس آرام آسیا وجود دارد.
معلمان پکن، چین بر اساس میزان نگرانی خودشان از نیاز به سواد رسانه‌ای در آموزش، اهمیت آموزش سواد رسانه‌ای در مدارس ابتدایی را تشخیص می‌دهند. برنامه‌های دیگر در چین شامل Little Masters ، انتشارات چینی است که توسط کودکان ایجاد شده‌است و در مورد موضوعات مختلف، گزارش می‌دهد و به کودکان کمک می‌کند تا روزنامه‌نگاری و مهارت‌های اساسی در کار تیمی و ارتباطی را یاد بگیرند. مطالعاتی برای آزمایش سطح سواد رسانه‌ای در بین دانشجویان چینی زبان در چین و تایوان انجام شده‌است، اما تحقیقات بیشتری لازم است. سواد اطلاعات در آموزش بسیار مورد توجه است، اما سواد رسانه‌ای کم‌تر شناخته می‌شود.
در هند، برنامه Cybermohalla از سال ۲۰۰۱ با هدف دستیابی به فناوری به جوانان آغاز شد.
در ویتنام، گروه خبرنگاران جوان (YOJO) در سال ۱۹۹۸ با همکاری یونیسف و رادیو ملی ویتنام برای مبارزه با حساب‌های دروغین توسط رسانه‌ها ایجاد شد.
در سنگاپور، سازمان توسعه رسانه (MDA) سواد رسانه‌ای را تعریف می‌کند و آن را به عنوان ابزاری مهم برای قرن بیست و یکم می‌شناسد، اما فقط از جنبه خواندن این اصطلاح.
با شروع سال تحصیلی ۲۰۱۷، کودکان در تایوان برنامه درسی جدیدی را آموزش می‌دهند که برای آموزش خواندن انتقادی تبلیغات و ارزیابی منابع طراحی شده‌است. این دوره تحت عنوان «سواد رسانه‌ای»، دوره آموزش روزنامه‌نگاری را در جامعه اطلاعات جدید فراهم می‌کند.
در کشورایران از اواسط دهه هشتاد شمسی، سواد رسانه‌ای جای خود را در میان کتاب‌های دانشگاهی باز کرد و استادان ارتباطات و رسانه مقالات متعددی را ترجمه و تألیف کردند. نسرا (نهضت سواد رسانه ای انقلاب اسلامی) از سال 1397 فعالیت خود را در راستای ترویج سواد رسانه ای در ایران آغاز کرده است. این نهضت تلاش می کند تا با خلق ادبیات «تربیت رسانه ای» به جای سواد رسانه ای، اهمیت نقش کلیدی رسانه ها در تربیت انسانها را گوشزد کند.
تأکید نخبگان دانشگاهی و رسانه‌ای بر ضرورت آموزش سواد رسانه‌ای به اقشار مختلف جامعه سبب شد تا در سال‌های اخیر هم‌اندیشی‌ها و همایش‌های زیادی با موضوع سواد رسانه‌ای در فرهنگ‌سراها و مدارس کلان‌شهرهای کشور برگزار شود. با وجود این‌که قدمت سواد رسانه‌ای در جهان به بیش از سه دهه می‌رسد اما زمان اندکی از ورود آن به ایران می‌گذرد، به همین خاطر در کشور ما مبحث فوق‌العاده جوانی محسوب می‌شود.

### خاورمیانه
اردن در زمینه تقویت سواد رسانه‌ای و اطلاعاتی پیش می‌رود که برای مبارزه با افراط‌گرایی و سخن از نفرت بسیار مهم است. مؤسسه جردن رسانه در تلاش است تا مفاهیم و مهارت‌های تعامل مثبت با رسانه‌ها و ابزارهای فناوری ارتباطات و رسانه‌های دیجیتال را گسترش داده و معایب آن‌ها را کاهش دهد. آکادمی در بیروت، لبنان در سال ۲۰۱۳ افتتاح شد، به نام آکادمی رسانه و ادبیات دیجیتال بیروت (MDLAB) با هدف این‌که دانش‌آموزان از مصرف‌کنندگان مهم رسانه باشند.
در ایران، نسرا (نهضت سواد رسانه)، حرکتی که هدف آن پاسخ‌گویی به نیازهای آموزشی خردسالان، جوانان و بزرگسالان است، در سال ۱۳۹۷ شکل گرفت. این جنبش اجتماعی بر استفاده از رسانه‌های دیجیتال و سلامت روان متمرکز شده و مهارت استفاده از رسانه‌ها را برای عموم مردم افزایش می‌دهد.

### استرالیا
در استرالیا، آموزش رسانه‌ای تحت تأثیر تحولات روش‌های تلقیح در انگلستان، هنرهای مردمی و شیوه‌های دمی‌زدایی قرار گرفت. نظریه‌پردازان اصلی که تحت تأثیر آموزش رسانه‌های استرالیا قرار داشتند، گریم ترنر و جان هارتلی بودند که به توسعه رسانه‌ها و مطالعات فرهنگی استرالیا کمک کردند. در طول 1980s و 1990s، استرالیایی غربی Robyn Quin و Barrie MacMahon کتاب‌های درسی مهم مانند Real Images نوشتند و بسیاری از تئوری‌های رسانه پیچیده را در چارچوب‌های یادگیری مناسب کلاس ترجمه کردند. در همین زمان، کارمن لوک سواد رسانه‌ای را با فمینیسم مرتبط می‌کند تا رویکرد انتقادی‌تری را در مورد آموزش رسانه ایجاد کند. در بیشتر ایالت‌های استرالیا، رسانه یکی از پنج رشته از منطقه اصلی آموزش هنر اصلی است و شامل «یادگیری‌های اساسی» یا «نتایج» ذکر شده برای مراحل مختلف توسعه است. در سطح ارشد (سال‌های ۱۱ و ۱۲)، چندین ایالت مطالعات رسانه‌ای را به عنوان یک انتخاب برگزیده ارائه می‌دهند. به عنوان مثال، بسیاری از مدارس کوئینزلند فیلم، تلویزیون و رسانه جدید را ارائه می‌دهند، در حالی که مدارس ویکتوریا VCE Media را ارائه می‌دهند. آموزش رسانه‌ای توسط انجمن تخصصی معلمان رسانه استرالیایی پشتیبانی می‌شود. با معرفی برنامه درسی ملی جدید استرالیا، مدارس شروع به اجرای آموزش رسانه به عنوان بخشی از برنامه درسی هنر می‌کنند و از سواد رسانه‌ای به عنوان ابزاری برای آموزش دانش‌آموزان در زمینه ساختارشکنی، ساخت و شناسایی مضامین در رسانه استفاده می‌کنند.